# Municipio de Tabor
El municipio de Tabor (en inglés: Tabor Township) es un municipio ubicado en el condado de Polk en el estado estadounidense de Minnesota. En el año 2010 tenía una población de 113 habitantes y una densidad poblacional de 1,21 personas por km².

## Geografía
El municipio de Tabor se encuentra ubicado en las coordenadas 48°3′53″N 96°49′30″O / 48.06472, -96.82500. Según la Oficina del Censo de los Estados Unidos, el municipio tiene una superficie total de 93.6 km², de la cual 93,6 km² corresponden a tierra firme y (0 %) 0 km² es agua.

## Demografía
Según el censo de 2010, había 113 personas residiendo en el municipio de Tabor. La densidad de población era de 1,21 hab./km². De los 113 habitantes, el municipio de Tabor estaba compuesto por el 99,12 % blancos, el 0,88 % eran de otras razas. Del total de la población el 3,54 % eran hispanos o latinos de cualquier raza.